# Heinrich Schnitzler

Heinrich Schnitzler (um 1926); Porträtfotografie von Minya Diez-Dührkoop

Heinrich Schnitzler (im amerikanischen Exil Henry, * 9. August 1902 in der Hauptstraße 56 in Hinterbrühl, Niederösterreich; † 12. Juli 1982 in Wien) war ein österreichischer Schauspieler und Regisseur.

## Leben
Heinrich Schnitzler war das gemeinsame Kind von Arthur Schnitzler und Olga Gussmann. Seine Eltern heirateten im Jahr nach seiner Geburt. 1909 bekam er eine Schwester, Lili (verehelichte Capellini, Suizid 1928 in San Polo, Venedig). Er wuchs in Wien auf. Nach seinem Schauspielunterricht bei Franz Herterich debütierte er 1921 am Raimundtheater in Wien. Außerdem studierte er an der Wiener Universität Philosophie, Kunstgeschichte und Literaturgeschichte.
Seine späteren Verträge führten ihn von 1923 bis 1932 nach Berlin. 1932 kehrte er an das Deutsche Volkstheater in Wien zurück, wo er auch als Regisseur und Dramaturg arbeitete. Nach dem Anschluss Österreichs im Jahr 1938 emigrierte er in die Vereinigten Staaten, wo er am Broadway inszenierte und bis 1956 an der University of California Schauspielkunst, Regie und Theatergeschichte unterrichtete.
1957 kehrte er nach Österreich zurück und inszenierte am Theater in der Josefstadt; dort war er ab 1959 Vizedirektor. Im Jahr 1963 erhielt er die Kainz-Medaille. Als Gastregisseur arbeitete er an mehreren europäischen Bühnen. Er war Nachlassverwalter der Werke seines Vaters und verlegte die Gesammelten Werke mit den Briefwechseln mit Hugo von Hofmannsthal und Rainer Maria Rilke neu (siehe Arthur-Schnitzler-Archiv).
In erster Ehe war er ab 29. Oktober 1930 mit Ruth Albu verheiratet. In zweiter Ehe mit Lilly Strakosch von Feldringen (Wien 1911 – Wien 2009) hatte er zwei Söhne, den in den USA lebenden Filmemacher und Regisseur Peter Schnitzler und den Geiger und Naturschützer Michael Schnitzler.
Sein Nachlass befindet sich seit 2009 im Österreichischen Theatermuseum. Dem Theater zuzuordnende Bücher aus seinem Besitz umfassen den Signaturenraum 362.001–393.128 der Teilsammlung, die im Theatermuseum aufbewahrt wird, und sind über den Katalog der Österreichischen Nationalbibliothek ermittelbar.